# Selous
Das Wildreservat Selous (sprich: Səlu:) erstreckt sich mit über 50.000 Quadratkilometern über mehrere Regionen Tansanias und umfasst damit etwa fünf Prozent des gesamten Staatsgebietes. Seine Höhenlage beträgt 200 bis 500 m, stellenweise bis 1200 m über dem Meeresspiegel; der Niederschlag beläuft sich auf 750 bis 1000 mm. Es gehört seit 1982 zum UNESCO-Weltnaturerbe und ist das größte kontrollierte Wildschutzgebiet in Afrika. Seit 2014 steht es aufgrund von organisierter Wilderei, die den Tierbestand gefährdet, auf der Roten Liste des gefährdeten Welterbes.
Der nördliche Teil des Reservates wurde 2019 zum Nyerere-Nationalpark erklärt.

## Flora und Fauna

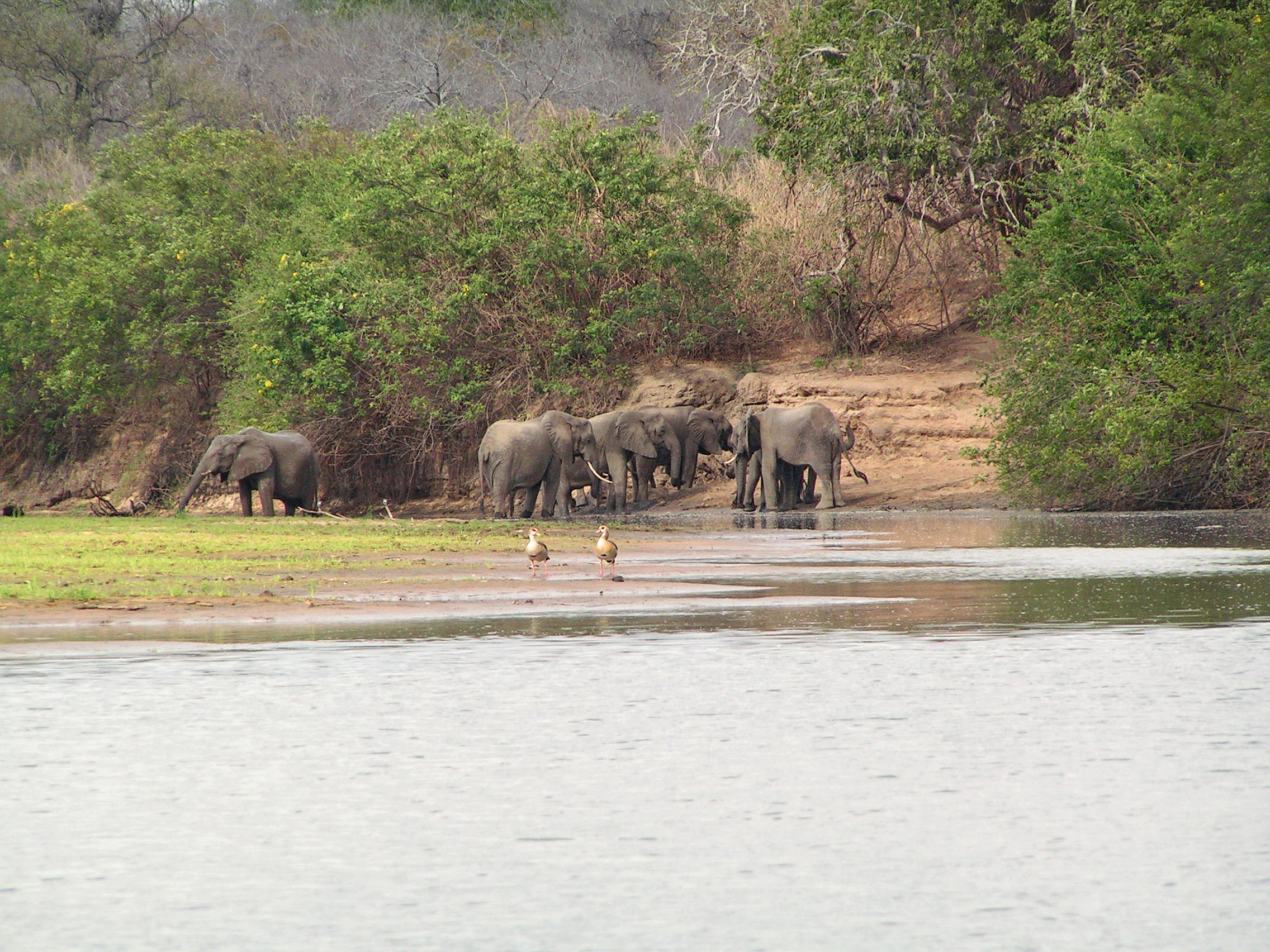
Eine Gruppe Elefanten am Ufer des Rufiji

Die Vegetation in dem wenig vom Menschen beeinträchtigten Reservat umfasst mehrere Biome von Dickichten bis hin zu offenem, baumbestandenem Grasland. Der Hauptteil entfällt dabei allerdings auf den sogenannten Miombo-Wald (hauptsächlich Johannisbrotgewächse, die in der Trockenzeit ihre Blätter abwerfen).
Im Reservat leben zahlreiche Säugetierarten, die dank der großen Ausdehnung des Gebietes teilweise in sehr großen Populationen vorkommen. Am eindrucksvollsten sind die Bestände von Elefanten (etwa 13.000, Stand 2013), Giraffen, Flusspferden, Büffeln und Krokodilen. Hier haben die scheuen und vom Aussterben bedrohten Afrikanischen Wildhunde eines ihrer letzten Zufluchtsgebiete gefunden (etwa 1300 Tiere, Stand 1999), so dass sie bei Safaris rund um den Tagalala-See regelmäßig zu sehen sind – für Touristen eine der wenigen Möglichkeiten, sie in ihrer natürlichen Umgebung zu erleben.
Der Bestand des Spitzmaulnashorns im Reservat fiel von etwa 3000 Tieren im Jahr 1981 auf wenige hundert Exemplare. Trotz günstiger Ausgangsbedingungen wie Größe und Unzugänglichkeit des Gebietes, was die Wilderei erschwert, sowie ganzjähriger Wasserversorgung durch das Ruaha-Rufiji-Flusssystem und guter Wachstumsbedingungen für zahlreiche Elefanten-Futterpflanzen sind die Elefantenbestände starken Schwankungen unterworfen. Im Jahr 1977 betrug die Zahl der Elefanten im Selous- und Mikumi-Ökosystem 109.000 Exemplare; im reinen Parkgebiet wurden 1976 noch 82.628 Tiere gezählt, 1981 sogar 85.502. Nur ein Jahr später wurde die Elefantenpopulation auf 55.000 geschätzt. Nachdem sie auf 29.616 im Jahr 1989 gefallen war, erholte sie sich bis 1994 wieder auf etwa 50.000 Tiere. In den letzten Jahren hat die Anzahl der Elefanten durch starke Wilderei dramatisch abgenommen. Nach einer Zählung 2013 waren es nur noch etwa 13.000 Tiere. Eine Wildzählung im Jahr 1994 ergab darüber hinaus einen Bestand von 138.000 Kaffernbüffeln, 46.500 Streifengnus (zwei Unterarten: taurinus und albojubatus), 29.500 Impalas, 27.000 Flusspferde, 21.500 Steppenzebras, 20.000 Lichtenstein-Antilopen, 11.700 Kongonis und 10.000 Wasserböcken. Vor allem in den Grasländern nördlich des Rufiji findet man Giraffen (2200 Tiere), Elenantilopen, Großriedböcke, Warzenschweine und gelegentlich Geparde. In den Miombowäldern sind darüber hinaus Große Kudus und Rappenantilopen typisch. Die großen Wildbestände ziehen zahlreiche Großraubtiere an. So wird der Bestand der Löwen auf 3000–4000 Tiere geschätzt. Der Bestand der Afrikanischen Wildhunde ist mit 1300 Tieren der größte des gesamten Kontinents. Leoparden und Fleckenhyänen sind ebenfalls zahlreich. Daneben findet man in Selous Paviane, Streifenschakale, Puku-Antilopen, Klippspringer, Rotducker und Blauducker. Zu den im Gebiet seltener anzutreffenden Arten zählen Sanje-Mangabe, Udzungwa-Stummelaffe, Schwarz-weißer Stummelaffe, Topi und Sharpe-Greisbock. Darüber hinaus beherbergt das Reservat etwa 350 Vogelarten und bietet Lebensraum für drei Tsetsefliegen-Arten.

## Landnutzung und Aufteilung

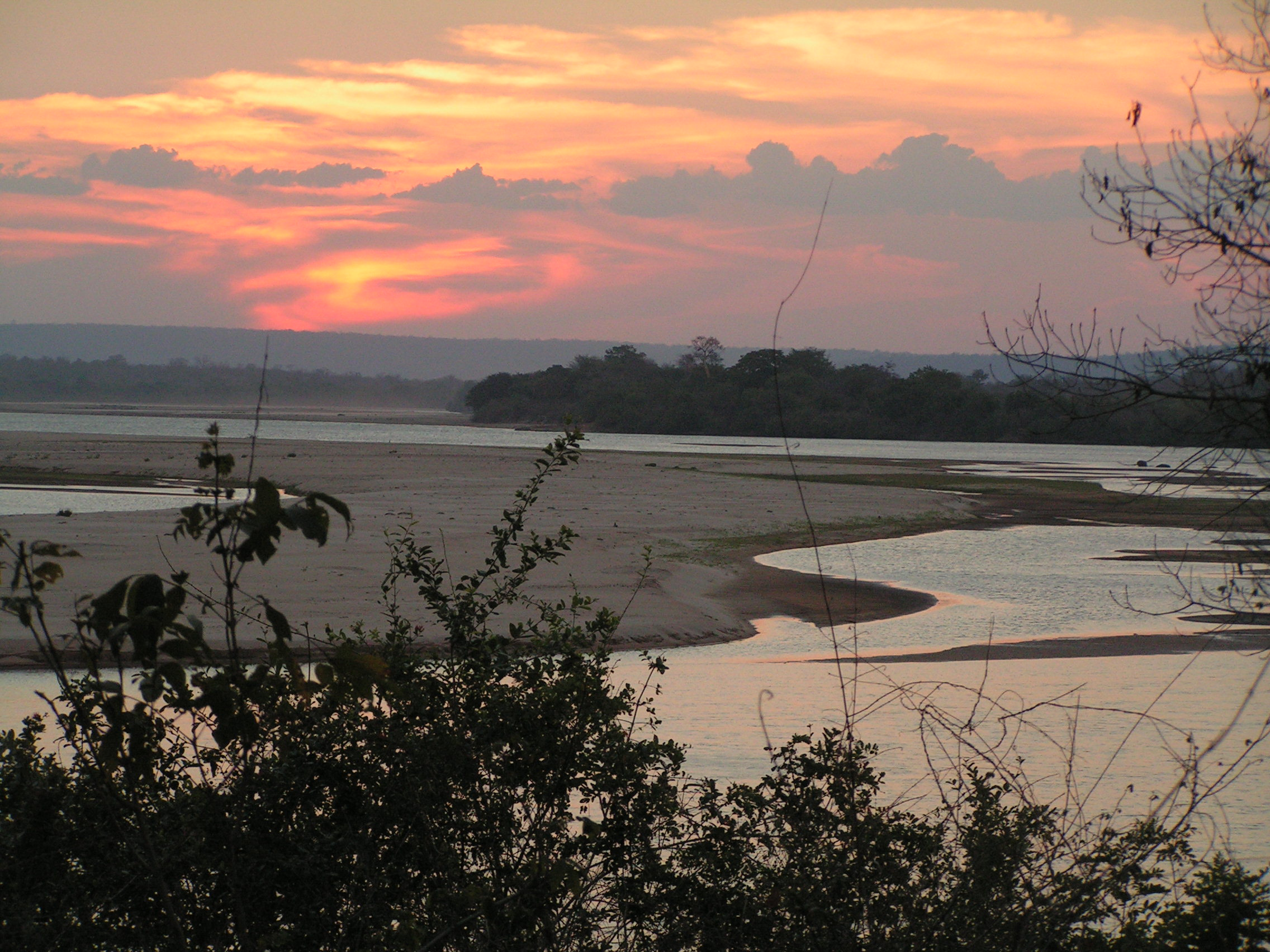
Sonnenuntergang über dem Rufiji im Selous

Die Selous Game Reserve ist Teil des etwa 740.000 km² umfassenden Selous-Niassa-Ökosystems. Dies umfasst auch den im Nordwesten angrenzenden Mikumi-Nationalpark, den Udzungwa Mountains National Park und die Kilombero Game Reserve im Westen und reicht im Süden bis zum Niassa Game Reserve in Mosambik, mit der die Selous durch einen sogenannten „Wildschutzkorridor“ verbunden ist.
Etwa ein Zehntel der Fläche im Norden des Reservates (etwa nördlich des Rufiji bis zur TAZARA-Bahnlinie) sind für Fotosafaris und Ökotourismus geöffnet. Hier befinden sich in der Siedlung Matambwe am nordwestlichen Rand des Reservates auch die Verwaltung und das Hauptquartier der Wildhüter. Ungefähr 8000 Touristen besuchen diesen Teil des Parks pro Jahr (Schätzung 2005), dessen Wegenetz mit Finanzhilfe der Deutschen Gesellschaft für Technische Zusammenarbeit (GTZ) in den letzten Jahren erheblich verbessert wurde. In einem Gebiet unmittelbar südlich des Rufiji befindet sich eine der letzten Spitzmaulnashornpopulationen Tansanias, deren Population mit etwa 35 Individuen angenommen wird und die von 15 Wildhütern geschützt werden sollen. Seit dem Ende der GTZ-Mission 2003 sollen sich die Qualität der Verwaltung und die finanziellen Möglichkeiten jedoch deutlich verschlechtert haben.
Die südlichen etwa neun Zehntel der Fläche sind in 42 Jagdkonzessionen (Stand 1999) aufgeteilt, diese sind an verschiedene Jagdpächter oder Gruppen vergeben, welche lizenzierten Großwildjägern die Möglichkeit bieten, innerhalb festgelegter Abschussquoten Elefanten, Büffel, Löwen, Leoparden und andere Tiere zu bejagen und gegen Abschussgebühren in fünfstelliger Dollar-Höhe zu schießen. Giraffen können nicht bejagt werden, da diese in den südlichen Regionen kaum vorkommen. Das Fleisch der getöteten Tiere erhalten per Gesetz die Einwohner der an das Reservat angrenzenden Dörfer kostenlos, dem Jäger bleibt nur die Trophäe (das ist bei Elefanten nur der Schwanz und eventuell die Ohren, aufgrund des Elfenbein-Handelsverbots). Die Jagdgebiete sind offiziell nur für die Jagdpächter und die Wildhüter (zu Fuß) zugänglich, Safaris sind hier untersagt – wären aber aufgrund der fehlenden Fahrwege auch gar nicht möglich. Eine Kontrolle der Wilderei kann nur aus der Luft erfolgen.

## Finanzierung des Reservats
Die Einnahmen der Reservatsverwaltung stammen zu neun Zehnteln aus den Jagdkonzessionen, weniger als ein Zehntel werden mit Öko- und Fototourismus erwirtschaftet. Nur etwa die Hälfte der Einnahmen bleiben im Reservat, der Rest muss an den Staat abgeführt werden. Staatliche Zuschüsse gibt es nicht, im Gegenteil, das Reservat muss für den Staat Gewinne erwirtschaften, ansonsten droht die Entwidmung („De-Gazetting“) von Flächen insbesondere im Süden und Südwesten, wo der Bevölkerungsdruck auf die Reservatsgrenzen bereits steigt.

## Geschichte
Das Gebiet des heutigen Selous war Ende des 19. Jahrhunderts nur dünn besiedelt, aber keineswegs menschenleer. Die Nähe zum arabischen Inlands-Handelsposten Kisaki und den arabischen Küstenstädten Kilwa, Lindi und Mikindani mag eine Rolle gespielt haben – in Kisaki befand sich ein bedeutender Warenumschlagplatz für Sklaven und Elfenbein –, doch dürften die Gründe vor allem in den generell fluiden, instabilen und ständig umkämpften Herrschaftsverhältnissen in der Region zu suchen sein. Diese resultierten wesentlich aus der Einwanderung von Bevölkerungsgruppen der Ngoni, die seit den 1840er Jahren im Gefolge der britischen Zulukriege aus dem südöstlichen Afrika nordwärts wanderten. Als Richard Francis Burton und John Hanning Speke im Jahr 1858 entlang des Karawanenwegs von Bagamoyo zum Viktoriasee über Kisaki das Gebiet passierten, beschrieben sie das auffällige Fehlen jeglicher Besiedlung entlang der Ufer des Rufiji. Mit Beginn der deutschen Kolonialeroberung Ende der 1880er Jahre nimmt die Quellendichte zu. Auch in diesen Quellen ist der Eindruck geringer Bevölkerungsdichte vorherrschend. Doch berichtet der deutsche Kolonialgouverneur Hermann von Wissmann im Zuge einer Expedition im März 1896 von bevölkerten Gegenden und „ununterbrochenen Mais-, Hirse- und Riesfeldern“ entlang des Rufiji. Diesen Eindruck bestätigte eine weitere Expeditionsreise des deutschen Offiziers Georg Prittwitz von Gaffron ein Jahr später.
Als Reaktion auf die – vom Finanzbedarf der deutschen Kolonialverwaltung noch zusätzlich befeuerte – Elfenbeinjagd ließ Gouverneur von Wissmann 1896 ein erstes kleines Wildreservat südlich des Rufiji einrichten. Im Rahmen des Maji-Maji-Krieges 1905–1907 und der darauf folgenden Hungersnot wurde das Gebiet von der sogenannten deutschen "Schutztruppe" zusätzlich entvölkert. Den verbliebenen Bewohnern wurde die Feldarbeit untersagt und das Gebiet verbuschte großteils, auch, weil die deutsche Kolonialverwaltung die Entvölkerung durch Maji Maji nutzte, um das bestehende Reservat 1907 in seiner Fläche weiter auszudehnen. Eine der Folgen von Krieg, Entvölkerung und eingeschränkter Landnutzung war die weitere Ausbreitung der die Schlafkrankheit übertragenden Tsetse-Fliege, was später die britischen Kolonialherren zu Zwangsevakuierungen und zur nochmaligen Ausweitung des Wildreservats veranlasste.
Seinen heutigen Namen erhielt das Wildreservat nach dem britischen Großwildjäger Frederick Courteney Selous, der in einem Gefecht mit der deutschen Schutztruppe unter General Paul von Lettow-Vorbeck am 4. Januar 1917 am Ufer des Beho-Beho-Flusses inmitten des heutigen Schutzgebietes zu Tode kam. Sein Grab und die Gräber von acht weiteren Gefallenen liegen nahe einem Fahrweg und können im Reservat besucht werden.
In den 1980er Jahren wurde das Schutzgebiet durch eine geplante Talsperre bei Stieglers Gorge und die Suche nach Erdöl gefährdet, da für die erforderlichen Maschinen zahlreiche Schneisen in die Wälder geschlagen wurden, die für die Wilderer ideale Zugangsmöglichkeiten eröffneten. Sowohl der Talsperrenbau als auch die Erdölsuche erwiesen sich jedoch als unwirtschaftlich, so dass beide Projekte wieder aufgegeben wurden.
Seit 2010 bedroht ein neues Bergbauprojekt das Wildreservat. Das Mkuju-River-Projekt des australischen Unternehmens Mantra Resources plant mit Finanzierung des russischen Investor ARMZ, im Hintergrund Rosatom, Uran am südlichen Rand des Selous abzubauen. Eine Studie der Bergbaubetreiber von 2010 sieht einen zwölfjährigen Abbauzeitraum vor, in dem pro Jahr 1,9 Millionen Tonnen Uranerz gefördert werden sollen. Die für den Abbau benötigten großen Mengen der stark ätzenden Schwefelsäure werden direkt in der Mine hergestellt. Die beim Abbau von Uranerz freigesetzten radioaktiven Begleitelemente führen zur Kontamination der Böden. Das Uranbergwerk soll am Mkuju-Fluss entstehen. Oberflächen- und Grundwasser könnten radioaktive Sedimente tief in das Reservat hineintragen und zu einer weiträumigen Verseuchung der Flora und Fauna führen.
Ein Grenzverlauf, der Uranvorkommen außerhalb lässt, wurde 2012 genehmigt. Die Änderung des Grenzverlaufs wurde von der UNESCO genehmigt und von Umweltschützern scharf kritisiert, z. B. Contratom und Rettet den Regenwald e. V.

## Besuchsmöglichkeiten

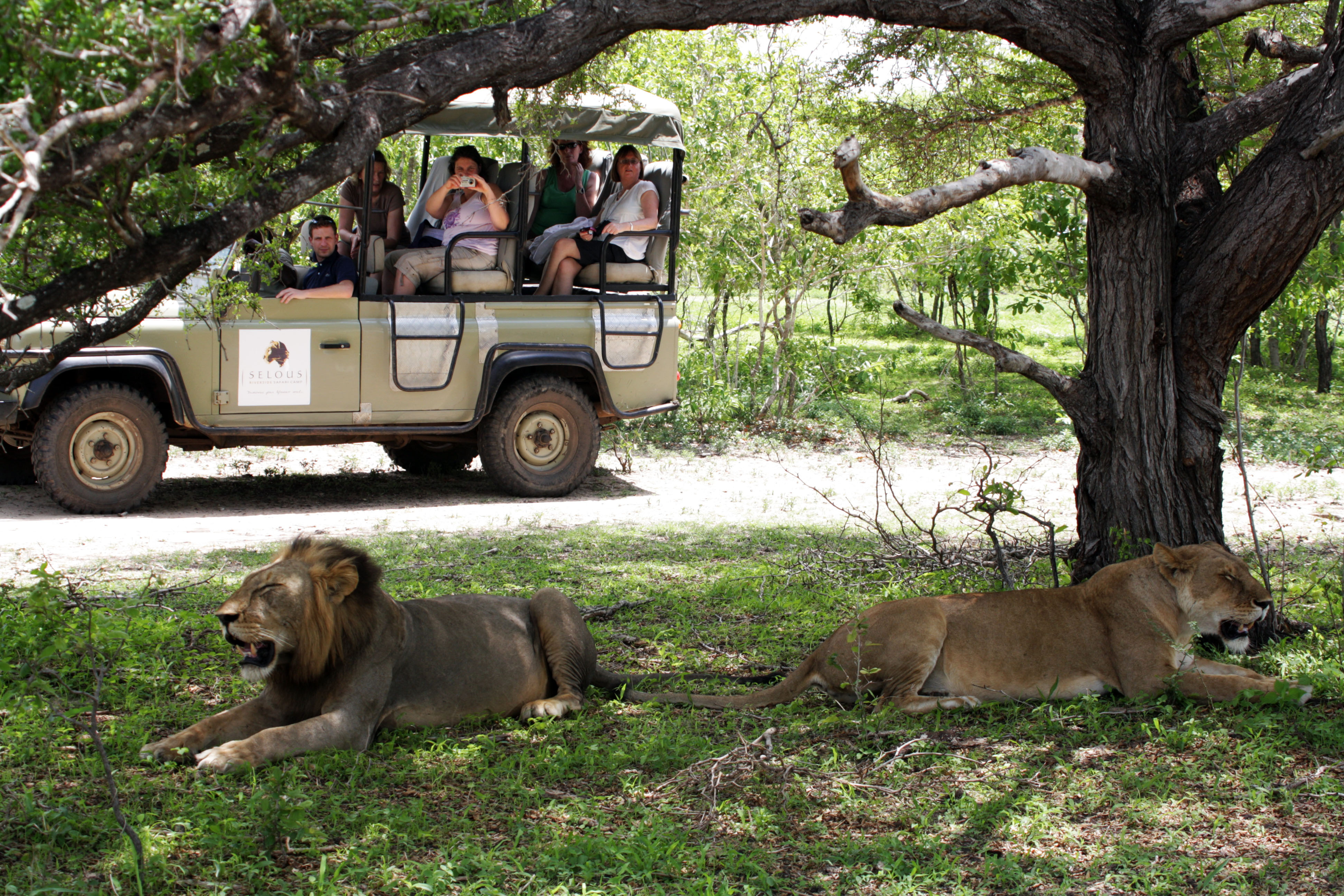
Löwen sind eine der Hauptattraktionen

Das Reservat kann in der Trockenzeit nur durch die Zufahrten bei Mtemere und Matambwe mit Geländewagen erreicht werden, in der Regenzeit von März bis Mai sind die Fahrwege nahezu unpassierbar und die Lodges und Camps meist geschlossen. Alle Unterkünfte im Reservat haben eine eigene Landepiste und werden im Linienverkehr von Propellermaschinen ab Dar es Salaam angeflogen. Eine weitere Möglichkeit besteht in der Nutzung der TAZARA-Bahnlinie bis Kisaki.

## Legenden
Eine von den Wildhütern und Touristenführern gerne kolportierte Geschichte besagt, dass bei der Gründung des ersten Wildschutzgebietes Kaiser Wilhelm II. dieses seiner Frau angeblich zum symbolischen Geschenk gemacht habe. Das sei der Ursprung der Bezeichnung „Shamba la bibi“ (kisuaheli für: Feld der Dame). Ein historischer Beleg dafür lässt sich jedoch nicht finden. Die Bezeichnung ist allerdings immer noch unter der einheimischen Bevölkerung weit verbreitet.
Auch um Frederick Courteney Selous Tod ranken sich mehrere Legenden. So erzählte Paul von Lettow-Vorbeck später, Selous – erkenntlich an seinem lang wehenden schlohweißen Haar – habe an jenem Tag seine Männer hoch erhobenen Hauptes angeführt, ohne die im Versteck liegenden nahen Deutschen zu bemerken. Lettow-Vorbeck selbst habe von einer Anhöhe aus Selous gesehen, diesen erkannt und einem ihn begleitenden Askari, der schon auf den in Schussweite befindlichen Selous gezielt habe, den Lauf der Waffe heruntergedrückt, sodass dieser nicht habe schießen können. Lettow-Vorbeck habe den großen Jäger gefangen nehmen wollen. Eine andere im Hinterhalt liegende Gruppe von deutschen Soldaten habe dieser Befehl aber nicht mehr rechtzeitig erreicht, sodass diese plötzlich das Feuer eröffneten und Selous und seine Männer unmittelbar getötet wurden. Auch diese Geschichte ist nicht anhand von historisch verbürgten Quellen belegbar und wurde von Lettow-Vorbeck während der Kämpfe nicht aufgezeichnet, sondern erst viele Jahre nach Kriegsende berichtet.